# Laspeyria lilacina
Laspeyria lilacina là một loài bướm đêm trong họ Erebidae.